# Cronostase
Cronostase (do Grego χρόνος, chrónos, "tempo" e στάσις "paralisação") é a ilusão pela qual a primeira impressão após um movimento sacádico (movimento rápido dos olhos) parece se prolongar no tempo. A versão mais conhecida de tal ilusão é a ilusão do relógio parado, na qual o observador, ao dirigir o olhar para o relógio, tem a impressão de que o primeiro movimento do ponteiro dos segundos é mais demorado que os movimentos seguintes.
Quando os olhos executam um movimento sacádico, a percepção do tempo é levemente estendida. O cérebro do observador registra que ele esteve olhando para o relógio por um período ligeiramente maior do que realmente esteve, produzindo a ilusão de que o ponteiro dos segundos ficou parado por mais de um segundo. Embora isso aconteça sempre que os olhos se movem de um ponto de fixação para outro, o fenômeno é raramente percebido. Uma explicação seria que o cérebro está preenchendo a lacuna entre a fixação do olhar de um ponto a outro.
Experimentos demonstraram que esta ilusão é provavelmente causada pelo mecanismo através do qual o cérebro tenta construir uma experiência consciente contínua, a despeito dos movimentos sacádicos. Embora este efeito esteja presente em todos os movimentos oculares, ele é melhor percebido quando se observa um dispositivo de controle do tempo.
Este efeito não está presente apenas na observação visual, sendo também percebido com estímulos auditivos.  Isso pode ser observado realizando uma discagem telefônica com o aparelho distante do ouvido, e então aproximando o aparelho apenas após o início do tom de chamada. O primeiro tom é frequentemente percebido como sendo mais longo que o esperado, em comparação ao intervalo normal entre os tons.